# رونالد رالديس
رونالد رالديس (بالإسبانية: Ronald Raldes)‏، من مواليد 20 أبريل 1981 في سانتا كروز دي لا سييرا في بوليفيا، لاعب كرة قدم بوليفي.
لعب مع نادي الهلال السعودي سابقا
يذكر بانه لم يلعب سوى مبارتين مع الهلال قبل أن يغادر غرفته الخاصة بدون معرفة إداريي الهلال (غادر ولم يعد).

## مسيرته الكروية
لعب رونالد رالديس خلال مسيرته الاحترافية مع 8 أندية في خمسة وعشرون موسمًا وسجل خلالها 16 هدفًا ضمن 605 مباراة. حيث فاز في ثلاثة مواسم بالكأس وفي موسمين بالدوري.
خاض رونالد رالديس مسيرته مع كلوب ديسترويرس في عامي 1998-2000 ولمدة موسمين، مشاركًا في 32 مباراة ولم يسجل أي هدف. ثم انتقل إلى أورينتي بيتروليرو في موسم 2000 في المرة الأولى واستمر معه طيلة ثلاثة مواسم ثم في موسم 2013–14 ليلعب معه خمسة مواسم ثم ما بين عامي 2019 و2020 لمدة موسم واحد، حيث شارك طوالها في 272 مباراة سجل خلالها 13 هدفًا. لينتقل بعدها إلى نادي روزاريو سنترال في موسم 2003–04 ليلعب معه خمسة مواسم، مشاركًا في 136 مباراة سجل خلالها 3 أهداف. ثم انتقل إلى نادي كروز آزول في موسم 2008–09 لمدة موسم واحد، مشاركًا في مباراتين ولم يسجل أي هدف. هذا وانتقل لاحقًا إلى نادي مكابي تل أبيب في موسم 2009–10 لمدة موسم واحد، مشاركًا في 24 مباراة ولم يسجل أي هدف أيضًا. ثم انتقل بعدها إلى نادي أتليتيكو كولون في موسم 2010–11 ليلعب معه أربعة مواسم، مشاركًا في 72 مباراة ولم يسجل أي هدف أيضًا. ليعود وينتقل من جديد، لكن هذه المرة إلى نادي بوليفار في موسم 2016–17 ولمدة موسمين، مشاركًا في 65 مباراة ولم يسجل أي هدف أيضًا.

## روابط خارجية
- رونالد رالديس على موقع الاتحاد الدولي (مؤرشف)  (الإنجليزية)
- رونالد رالديس على موقع قاعدة بيانات كرة القدم.إي يو (الإنجليزية)
- رونالد رالديس على موقع ناشيونال فوتبول تيمز (الإنجليزية)
- رونالد رالديس على موقع Soccerway.com (الإنجليزية)
- رونالد رالديس على موقع كووورة
- رونالد رالديس على موقع AS.com (الإسبانية)